# Barthold von Quistorp
August Barthold Theodor Viktor von Quistorp (né le 6 avril 1825 à Göttingen et mort le 1er juillet 1913 à Eisenach) est un lieutenant général prussien et écrivain militaire.

## Biographie

### Origine
Barthold est issu de la famille noble de Poméranie-Occidentale von Quistorp (de) et est le fils du capitaine hanovrien Erich von Quistorp (1794-1830) et son épouse Wilhelmine, née Heise (1798-1863), nièce du juriste Georg Arnold Heise (de).

### Carrière militaire
Après le lycée de sa ville natale, Quistorp entre le 1er avril 1844 dans le 31e régiment d'infanterie de l'armée prussienne et promu sous-lieutenant en septembre 1845. Il participe aux batailles de barricades à Berlin en 1848, à la campagne contre le Danemark et à la campagne de Bade en 1849. De 1850 à 1853, Quistorp est diplômé de l'École générale de guerre.
Pendant la guerre austro-prussienne, il participe à la bataille de Gitschin et à la bataille de Sadowa. Pour cela, il reçoit l'Ordre de la Couronne de 3e classe avec épées. Pendant la guerre franco-prussienne, Quistorp participe à plusieurs batailles et au siège de Paris. Pour cela, il reçoit la croix de fer de 1re classe en 1871.
En 1875, Quistorp devient commandant de Thionville et en 1878, comme général de division, commandant de la forteresse de Spandau. Le 6 décembre 1883, il obtient le statut de lieutenant général et bénéficie de la pension légale. Il s'installe à Eisenach et mène des recherches sur l'histoire militaire.
Après ses adieux, Quistorp reçoit l'Étoile de l'ordre de la Couronne de 2e classe en septembre 1895 avec épées et le 30 août 1912, à l'occasion du centenaire du 31e régiment d'infanterie, l'Étoile de l'ordre de l'Aigle rouge de 2e classe avec feuilles de chêne.

### Famille
Quistorp se marie avec Anna Gordon Spence (née du 31 juillet 1830 au 2 mars 1906) à Stuttgart le 22 septembre 1853. Le couple a plusieurs enfants :
- Erika Gustava Friederike Rikarde Julie (née le 13 juillet 1854) mariée en 1878 avec Julius Siegfried (de) (mort le 1er juin 1901), conseiller du gouvernement privé
- Johann Gordon (1856-1857)
- Victor (1858-1860)
- Aeone Wilhelmine Marie Anna Guise (née le 11 février 1861) mariée en 1882 avec Karl Sigismund comte von Boineburg und Lengsfeld (de) (né le 20 octobre 1852), colonel[8]
- Gustave Hélène (né le 21 février 1863 et mort le 16 février 1879)
- Irmgard Luise Ilda Theodora (née le 28 juin 1868)

## Publications
- Geschichte der Kaiserlich Russisch-Deutschen Legion. Ein Beitrag zur preußischen Armee-Geschichte. Berlin 1860.
- Geschichte der Nordarmee im Jahre 1813. Volume 1–3, Berlin 1894.
- Das Rittergut Vorwerk bei Lassan. Dans: Beiträge zur Lassaner Heimatgeschichte. Heft 5, Interessengemeinschaft Heimatgeschichte, Lassan 1999.
- Grundzüge der Taktik, Potsdam 1860
- Altes und Neues in der preußischen Infanterietaktik